# Silikonnanofilamente

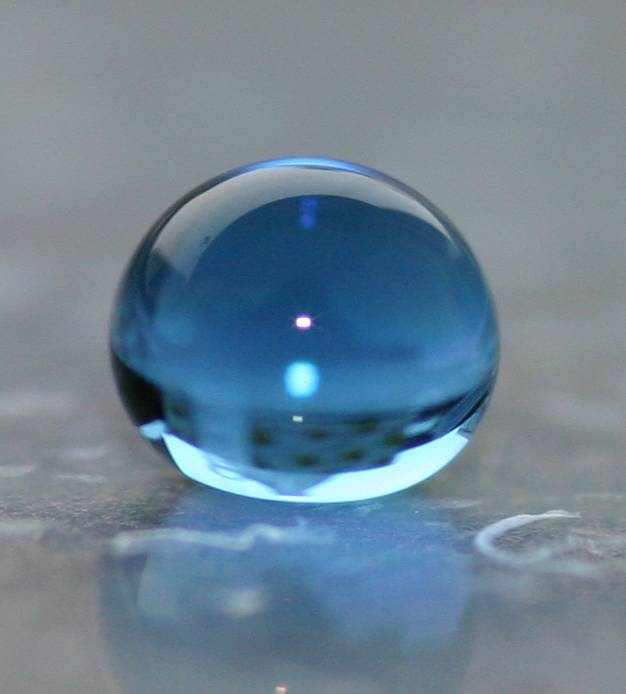
Extrem wasserabweisende (superhydrophobe) Eigenschaften von Silikonnanofilamenten auf einer Oberfläche

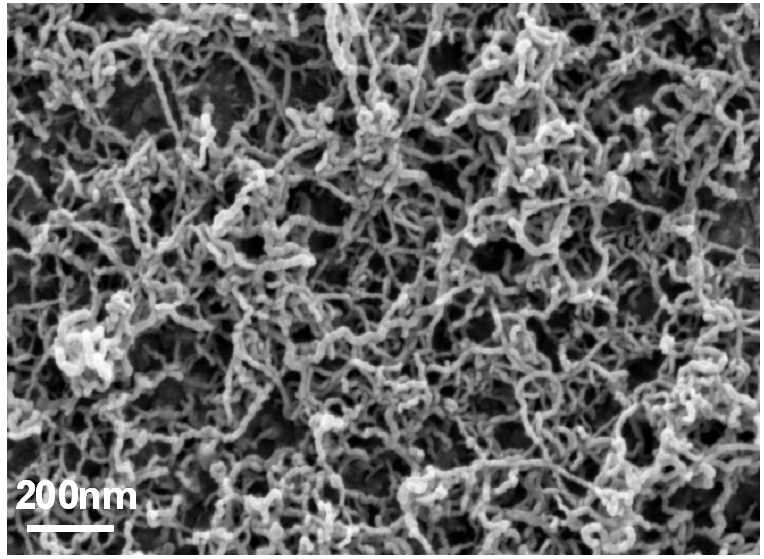
Elektronenmikroskopische Aufnahme von Silikonnanofilamenten

Silikonnanofilamente haben einen Durchmesser von ca. 5 nm und eine Länge von einigen Mikrometern. Sie werden aus Silanen hergestellt. Chemisch sind sie wie Silikone aufgebaut, besitzen aufgrund der Nanostruktur jedoch völlig andere physikalische und chemische Eigenschaften. Sie wurden im Jahr 2004 von dem Chemiker Stefan Seeger und seiner Arbeitsgruppe an der Universität Zürich entwickelt. Inzwischen wurde in zahlreichen wissenschaftlichen Publikationen das große Anwendungspotenzial aufgezeigt.

## Struktur
Die chemische Struktur von Silikonnanofilamenten entspricht der der Silikone, das heißt, Siliciumatome sind über Sauerstoffatome miteinander verbunden. Wenn mehr als zwei Sauerstoffatome als Brückenatome dienen, bilden sich dreidimensionale Netzwerke. Die vierte Bindungsstelle der Siliciumatome ist dann durch einen organischen Rest abgesättigt.
Unter bestimmten Bedingungen entstehen auf Oberflächen während der Synthese keine massiven Silikon-Festkörper, sondern kleine Filamente, die nur wenige Nanometer dick und nur einige zehn Nanometer lang sind. Weshalb diese Strukturen entstehen, ist bis heute noch nicht vollständig geklärt.

## Herstellung
Silikonnanofilamente wurden zunächst in einem zeitaufwändigen Verfahren aus der Gasphase hergestellt. Hierzu wurde Trichlorsilan in einer Reaktionskammer zusammen mit einer präzise eingestellten Luftfeuchtigkeit verdampft und dieser Mischung ein Substrat mehrere Stunden ausgesetzt. Wichtig ist, dass die Konzentration an Trichlorsilan und Luftfeuchtigkeit sehr genau eingestellt wird, sonst findet zwar die Kondensationsreaktion statt, d. h., es bildet sich das Silikon, aber keine Nanofilamente.

## Eigenschaften
Silikonnanofilamente haben vielfältige, teilweise extreme Eigenschaften, die sich durch nachträgliche chemische Modifikation in das extreme Gegenteil verkehren lassen. So sind mit Silikonnanofilamenten beschichtete Oberflächen extrem wasserabweisend, man sagt, superhydrophob. Wassertropfen liegen als nahezu runde Kügelchen auf der Oberfläche, eine Benetzung findet praktisch nicht statt. Quantitativ lässt sich diese Eigenschaft als Kontaktwinkel beschreiben, der im Fall von Silikonnanofilamentschichten annähernd bis zu 170° beträgt. Steht die Oberfläche auch nur in einem kleinen Winkel, z. B. 2° schräg, rollen die Perlen sofort von der Oberfläche ab.
Silikonnanofilamente lassen sich aber auch chemisch so modifizieren, dass sie z. B. superhydrophil, superlipophil, superlipophob oder superhydrophob und superlipophob zur gleichen Zeit werden.